# Локально линейно связное пространство
Локально линейно связное пространство ― топологическое пространство, в котором для любой точки и любой её окрестности имеется меньшая линейно связная окрестность. Другими словами, у каждой точки найдётся база окрестностей, состоящая из линейно связных множеств.
Подмножество топологического пространства называется локально линейно связным, если оно вместе со своей индуцированной топологией образует локально линейно связное пространство.

## Свойства
- Локально линейно связное пространство является локально связным, обратное не всегда выполнено.
- Локально линейно связное пространство не обязано быть линейно связным, однако и обратное не всегда верно.

## Примеры

Гребёнка (топологическое пространство) — линейно связное, но не локально линейно связное пространство

- Евклидово пространство {\displaystyle \mathbb {R} ^{n}} со стандартной топологией является локально линейно связным.
- Пространство {\displaystyle [0,1]\cup [2,3]} с топологией, индуцированной стандартной топологией действительной прямой, является локально линейно связным, однако не является линейно связным.
- Гребёнка[англ.], то есть подмножество евклидовой плоскости

{\displaystyle \left(\{0\}\times [0,1]\right)\cup \left([0,1]\times \{0\}\right)\cup \left(\{1/n\mid n\in \mathbb {N} \}\times [0,1]\right)}
с топологией, индуцированной стандартной, является, очевидно, линейно связным пространством, однако локально линейно связным не является: любая достаточно малая (радиуса меньше {\displaystyle 1/2}) окрестность точки {\displaystyle (0,1/2)} не является линейно связной.